# Ансель, Марк
Марк Ансе́ль (фр. Marc Ancel; 1902—1990) — французский юрист.
После окончания лицея Генриха IV получил степень бакалавра в 1922 году. Продолжив изучение права, успешно защитил докторскую степень в 1927 году, он начал работать судьёй в 1929 году. В 1950-х и 1960-х годах он был экспертом во французском Кассационном суде и вице-президентом Общества сравнительного законодательства. В 1970 году он стал членом Академии моральных и политических наук. Он также был членом Исполнительного совета Ассоциации европейских юристов (AJE), президентом которой он стал в 1970-х годах. В 1982 году он был принят в Академию наук СССР в качестве иностранного члена.